# Resolutie 950 Veiligheidsraad Verenigde Naties
Resolutie 950 van de Veiligheidsraad van de Verenigde Naties werd unaniem aangenomen op 21 oktober 1994.

## Achtergrond
Na de hoogdagen onder het decennialange bestuur van William Tubman, die in 1971 overleed, greep Samuel Doe de macht. Zijn dictatoriale regime ontwrichtte de economie en er ontstonden rebellengroepen tegen zijn bewind, waaronder die van de latere president Charles Taylor. In 1989 leidde de situatie tot een burgeroorlog waarin de president vermoord werd. De oorlog bleef nog doorgaan tot 1996.

## Inhoud

### Waarnemingen
De Veiligheidsraad loofde het initiatief van de president van Ghana, in diens hoedanigheid als voorzitter
van de ECOWAS, om het vredesproces in Liberia nieuw
leven in te blazen. Intussen moest de overgangsregering in dat land versterkt worden. Zo hadden de ECOWAS-troepen
in Liberia een staatsgreep tegen die regering verijdeld. Het staakt-het-vuren werd verbroken en de
situatie ging weer sterk achteruit. Er was grote bezorgdheid over etnische gevechten in grote delen van Liberia.
Om juiste omstandigheden te hebben om het vredesproces vooruit te helpen en verkiezingen te houden moest
een staakt-het-vuren worden bereikt.

### Handelingen
De Veiligheidsraad verlengde het mandaat van de UNOMIL-waarnemingsmacht tot 13 januari 1995.
Door de situatie zag de secretaris-generaal zich genoodzaakt
de sterkte van UNOMIL te verminderen. Enkel als de situatie verbeterde zou de Veiligheidsraad de missie terug
versterken. Alle fracties in Liberia werden opgeroepen de vijandelijkheden te staken en een tijdsschema overeen
te komen voor ontwapening en demobilisatie. Alle landen werden dan weer opgeroepen om het
wapenembargo tegen Liberia strikt te respecteren.
De moordpartijen op burgers, schendingen van het internationaal humanitair recht en de slechte behandeling
van UNOMIL-waarnemers, ECOMOG-soldaten en hulpverleners werden veroordeeld. Materiaal dat hun ontnomen werd
moest onmiddellijk worden teruggegeven. De lidstaten en hulporganisaties
werden geprezen om hun bijstand voor onder meer vluchtelingen in de buurlanden. 
Ten slotte werd de
secretaris-generaal gevraagd voor het einde van het UNOMIL-mandaat aanbevelingen te doen over de toekomstige
rol van de waarnemingsmacht, rekening houdende met het vredesproces en de situatie op het terrein.

## Verwante resoluties
- Resolutie 866 Veiligheidsraad Verenigde Naties (1993)
- Resolutie 911 Veiligheidsraad Verenigde Naties
- Resolutie 972 Veiligheidsraad Verenigde Naties (1995)
- Resolutie 985 Veiligheidsraad Verenigde Naties (1995)

Lijst ·  893 ·  894 ·  895 ·  896 ·  897 ·  898 ·  899 ·  900 ·  901 ·  902 ·  903 ·  904 ·  905 ·  906 ·  907 ·  908 ·  909 ·  910 ·  911 ·  912 ·  913 ·  914 ·  915 ·  916 ·  917 ·  918 ·  919 ·  920 ·  921 ·  922 ·  923 ·  924 ·  925 ·  926 ·  927 ·  928 ·  929 ·  930 ·  931 ·  932 ·  933 ·  934 ·  935 ·  936 ·  937 ·  938 ·  939 ·  940 ·  941 ·  942 ·  943 ·  944 ·  945 ·  946 ·  947 ·  948 ·  949 ·  950 ·  951 ·  952 ·  953 ·  954 ·  955 ·  956 ·  957 ·  958 ·  959 ·  960 ·  961 ·  962 ·  963 ·  964 ·  965 ·  966 ·  967 ·  968 ·  969